# Mateusz Rudyk
Mateusz Rudyk (Oława, 20 luglio 1995) è un pistard polacco, medaglia di bronzo nella velocità ai mondiali 2019 e campione europeo 2016 nella velocità a squadre.

## Palmarès

### Pista
- 2015

Campionati polacchi, Velocità a squadre Under-23 (con Mateusz Lipa e Piotr Stanisławek)
Campionati polacchi, Keirin Under-23
GP Sprint of South Moravia, Velocità (Brno)
- 2016

Campionati europei, Velocità Under-23
Grand Prix of Poland, Velocità a squadre (Pruszków, con Krzysztof Maksel e Rafał Sarnecki)
Grand Prix of Poland, Velocità Under-23 (Pruszków)
Campionati polacchi, Chilometro a cronometro
Campionati polacchi, Velocità a squadre (con Krzysztof Maksel e Rafał Sarnecki)
Campionati europei, Velocità a squadre (con Kamil Kuczyński, Maciej Bielecki e Mateusz Lipa)
- 2017

Campionati polacchi, Velocità
- 2018

Campionati polacchi, Velocità a squadre (con Krzysztof Maksel, Mateusz Lipa e Rafał Sarnecki)
Campionati polacchi, Velocità
Track Cycling Challenge, Keirin (Grenchen)
- 2019

International Track Race, Velocità (Panevėžys)
International Track Race, Velocità a squadre (Panevėžys, con Krzysztof Maksel e Rafał Sarnecki)
Grand Prix of Poland, Velocità (Pruszków)
Grand Prix of Poland, Velocità a squadre (Pruszków, con Maciej Bielecki e 	Patryk Rajkowski)
Campionati polacchi, Velocità a squadre (con Krzysztof Maksel e Rafał Sarnecki)
Campionati polacchi, Velocità
4ª prova Coppa del mondo 2019-2020, Velocità (Cambridge)
5ª prova Coppa del mondo 2019-2020, Velocità (Brisbane)
- 2020

6ª prova Coppa del mondo 2019-2020, Velocità (Milton)
Campionati polacchi, Velocità
- 2021

Campionati polacchi, Velocità a squadre (con Krzysztof Maksel e Rafał Sarnecki)
Campionati polacchi, Velocità
- 2022

Grand Prix Deutschland, Velocità (Cottbus)
Grand Prix Brno, Velocità (Brno)
Grand Prix Brno, Keirin (Brno)
Campionati polacchi, Velocità
Campionati polacchi, Keirin

### Altri successi
- 2018

Classifica generale Coppa del mondo 2017-2018, Velocità
- 2020

Classifica generale Coppa del mondo 2019-2020, Velocità

## Piazzamenti

### Competizioni mondiali
- Campionati del mondo su pista

Glasgow 2013 - Velocità a squadre Junior: 6º
Glasgow 2013 - Keirin Junior: 25º
Glasgow 2013 - Velocità Junior: 25º
Hong Kong 2017 - Velocità a squadre: 4º
Apeldoorn 2018 - Velocità a squadre: 13º
Apeldoorn 2018 - Velocità: 5º
Apeldoorn 2018 - Chilometro a cronometro: 19º
Pruszków 2019 - Velocità a squadre: 7º
Pruszków 2019 - Velocità: 3º
Berlino 2020 - Velocità a squadre: 8º
Berlino 2020 - Velocità: 4º
Roubaix 2021 - Velocità a squadre: 6º
Roubaix 2021 - Velocità: 7º
St- Quentin-en-Yv. 2022 - Velocità a squadre: 5º
St- Quentin-en-Yv. 2022 - Velocità: 4º
- Giochi olimpici

Tokyo 2020 - Velocità a squadre: 8º
Tokyo 2020 - Velocità: 17º
Tokyo 2020 - Keirin: 23º

### Competizioni europee
- Campionati europei su pista

Anadia 2013 - Velocità a squadre Junior: 3º
Anadia 2013 - Velocità Junior: 15º
Anadia 2014 - Velocità a squadre Under-23: 2º
Anadia 2014 - Velocità Under-23: 13º
Atene 2015 - Velocità a squadre Under-23: 2º
Atene 2015 - Velocità Under-23: 4º
Montichiari 2016 - Velocità Under-23: vincitore
Saint-Quentin-en-Yvelines 2016 - Velocità a squadre: vincitore
Saint-Quentin-en-Yvelines 2016 - Velocità: 12º
Berlino 2017 - Velocità a squadre: 7º
Berlino 2017 - Velocità: 6º
Apeldoorn 2019 - Velocità a squadre: 6º
Apeldoorn 2019 - Velocità: 3º
Grenchen 2021 - Velocità a squadre: 3º
Grenchen 2021 - Velocità: 6º
Monaco di Baviera 2022 - Velocità a squadre: 4º
Monaco di Baviera 2022 - Velocità: 5º
Grenchen 2023 - Velocità: 2º
Apeldoorn 2024 - Velocità a squadre: 3º
Apeldoorn 2024 - Velocità: 2º
Apeldoorn 2024 - Keirin: 2º
- Giochi europei

Minsk 2019 - Velocità: 4º